# Daniel Pollock
Daniel John Pollock (* 24. August 1968; † 13. April 1992 in Sydney) war ein australischer Schauspieler.
Daniel John Pollock besuchte Mitte der 1980er Jahre die Swinburne Senior Community School in Melbourne, einem Vorort von Hawthorn, Victoria. Seine wohl bekannteste Schauspielrolle hatte er 1992 in dem umstrittenen Streifen Romper Stomper als Neonazi Davey von Filmregisseur Geoffrey Wright neben Russell Crowe. Für diese Rolle wurde er als Bester Nebendarsteller bei den Australian Film Institute Awards 1992 nominiert.
Zu Beginn seiner Schauspielkarriere spielte er meist kleinere Rollen in Filmen wie Nirvana Street Murder (1990) und Proof – Der Beweis (1991), wo er oft Punks, Junkies oder Skinheads verkörperte.
Aufsehen erregte er, als er am 13. April 1992 nach einer Beziehung mit Schauspielerin Jacqueline McKenzie (sie verkörperte das Mädchen Gabe im Film Romper Stomper) und noch vor der Veröffentlichung seines letzten Films Romper Stomper sich das Leben nahm, indem er sich am Bahnhof Newtown in Sydney vor einen Zug warf. Es heißt, dass Pollock heroinsüchtig war. Russell Crowe (der auch in Romper Stomper mitspielte) schrieb ein Lied über seinen Tod, The Night That Davey Hit The Train, das er auf seinem Album Bastard Life or Clarity veröffentlichte.

## Filmografie
- 1988: Lover Boy (Kurzfilm)
- 1989: Boys in the Island
- 1990: Nirvana Street Murder
- 1990: Gesellschaft für Mrs. Di Marco (Death in Brunswick)
- 1991: Proof – Der Beweis (Proof)
- 1992: Romper Stomper

## Einzelnachweis
1. ↑  Grab von Daniel Pollock bei billiongraves.com

| Personendaten    | Personendaten                             |
| ---------------- | ----------------------------------------- |
| NAME             | Pollock, Daniel                           |
| ALTERNATIVNAMEN  | Pollock, Daniel John (vollständiger Name) |
| KURZBESCHREIBUNG | australischer Schauspieler                |
| GEBURTSDATUM     | 24. August 1968                           |
| GEBURTSORT       | Australien                                |
| STERBEDATUM      | 13. April 1992                            |
| STERBEORT        | Sydney                                    |